# مردم گدئو
مردم گدئو (انگلیسی: Gedeo people) قومی هستند که در جنوب اتیوپی زندگی می‌کنند. منطقه گدعو در منطقه ملت‌ها، ملیت‌ها و مردمان جنوبی (SNNPR) به نام این قوم نام‌گذاری شده است. زبان آنها، زبان گدعو، یکی از زبان‌های کوشی به‌شمار می‌آید.

## بررسی اجمالی
طبق سرشماری ملی اتیوپی در سال ۲۰۰۷، جمعیت قوم گدعو ۹۸۶٬۹۷۷ نفر برآورد شده است. از این تعداد، ۷۵٫۰۵ درصد در SNNPR و ۲۴٫۸۴ درصد در بخش‌های هم‌جوار منطقه اورومیا سکونت دارند. حدود ۶٫۲۴ درصد از جمعیت این قوم در مناطق شهری زندگی می‌کنند.

## فرهنگ
فرهنگ مردم گدعو با دو ویژگی برجسته تعریف می‌شود. نخستین ویژگی، سنتی به نام بااله است که به نوعی سیستم رتبه‌بندی و دسته‌بندی سنی مشابه نظام گدای مردم اورومو اشاره دارد. بکهینگهام و هانتینگفورد این سیستم را شامل هفت رتبه می‌دانند که یک دوره تولد ۱۰ ساله را پوشش داده و یک چرخه ۷۰ ساله ایجاد می‌کند.
بر اساس سنت‌های شفاهی جمع‌آوری‌شده توسط آسبه رگاسا دبله، مردم گدعو این نظام را از گوجی اورومو به‌دست آورده‌اند، قومی که از نظر تاریخی ارتباط نزدیکی با آنها داشته‌اند. ویژگی دوم فرهنگ گدعو، اقتصاد کشاورزی آنهاست که بر اساس کشت اینسته شکل گرفته و شباهت بسیاری با روش‌های کشاورزی مردم سیداما دارد که زبانشان به زبان گدعو نزدیک است.
از منظر جغرافیای سیاسی، مردم گدعو به عنوان هورنر (دموگرافی) شناخته می‌شوند و از نظر قومی به مردم کوشی تعلق دارند.

## تاریخچه
منشأ مردم گدعو به‌خوبی مشخص نیست. تادسه کیپی کانشی به روایتی اشاره می‌کند که مردم گدعو منشأ خود را به قبیله‌ای باستانی به نام مورگا-گوسالو نسبت می‌دهند که احتمالاً اولین ساکنان این منطقه بوده‌اند.
یکی دیگر از سنت‌های گدعو منشأ آنها را به فردی به نام داراسو نسبت می‌دهد که برادر بزرگتر گوجو (جد گوجی اورومو) و بورو (جد بورانا اورومو) بوده است. این دو گروه شبانی در شرق گدعو زندگی می‌کنند. این سنت ممکن است ریشه در عملی رایج در میان مردم اورومو به نام گودیفاچا داشته باشد که به معنی پذیرش گروه‌های قومی بومی به عنوان بخشی از جامعه است.
داراسو گفته می‌شود که هفت پسر از دو همسر داشته که از آنها هفت قبیله گدعو به وجود آمده‌اند: دووبا، داراششا، گورگورششا، هانوما، باکارو، هنبا و لوگودا. این قبایل به دو دسته یا «خانه» تقسیم می‌شوند: شوله باکسه (بزرگ‌تر) که شامل چهار قبیله نخست است و ساسه باکسه (کوچک‌تر) که شامل سه قبیله باقی‌مانده است.

### تغییرات اجتماعی در دوره امپراتوری اتیوپی
در سال ۱۸۹۵، ادغام مردم گدعو در امپراتوری گسترش‌یافته اتیوپی منجر به تغییرات عمده اجتماعی شد. در مناطقی که مردم گدعو «به‌طور مسالمت‌آمیز تسلیم شدند»، اداره محلی آنها دست‌نخورده باقی ماند. اما در مناطقی که مقاومت نشان دادند، حکام نظامی منصوب شدند و گاهی به اربابان فئودال تبدیل شدند. این ادغام تأثیرات جدی بر خودمختاری اجتماعی، اقتصادی، سیاسی و فرهنگی مردم گدعو داشت.

## سیاست
علاوه بر سیستم بااله، پیش از تسخیر توسط امپراتوری اتیوپی در دهه ۱۸۹۰، مردم گدعو در یک فدراسیون متشکل از سه منطقه به نام ساسروگو یا "سه روگا" زندگی می‌کردند. این سه روگا، شامل سوبهو، ریبوتا و ریکوتا، تحت رهبری یک آبا گدا مشترک بودند که نقش آن مشابه با منصب اورومو بود. این مقام هر هشت سال در طی مراسمی که آن هم بااله نامیده می‌شد، به نسل بعدی سپرده می‌شد. بر اساس سنت‌های گدعو، تمامی مناصب رهبری از آبا گدا در بالاترین سطح تا مقام هیتیشا در مراسم بااله تعیین می‌شد، در حالی که نقش‌های خاص به قبایل یا زیرقبایل معین اختصاص داشت.

### مرزبندی‌های جدید و اختلافات محلی
در جریان ترسیم مرزهای جدید میان واحدهای اداری منطقه مردمان، قومیت‌ها و ملت‌های جنوبی (SNNPR) و اورومیا در دوران دولت انتقالی اتیوپی، بسیاری از اراضی که در اصل به گوجی اورومو تعلق داشت، از جمله مجتمع قبیله‌ای قالما در ونگو، به SNNPR واگذار شد. مردم محلی گوجی اورومو از این تصمیم ناراضی بودند و به دفتر نخست‌وزیر وقت درخواست تجدیدنظر دادند، اما درخواست آنها مورد قبول قرار نگرفت. این موضوع منجر به درگیری‌های خشونت‌آمیز میان گوجی و گدعو در ورادای هاگره ماریام در آوریل-مه ۱۹۹۵ شد. ارتش فدرال برای پایان دادن به درگیری‌ها مداخله کرد، اما خود به هدف حملات نیروهای گوجی تبدیل شد.

### درگیری‌های گدعو و اورومو
از سال ۲۰۱۸، درگیری میان گوجی اورومو و مردم گدعو در زون گدعو موجب شد اتیوپی بالاترین تعداد جابه‌جایی داخلی جمعیت در جهان را در آن سال به ثبت برساند. تنها در سال ۲۰۱۸، ۴۵۰۰۰ نفر جدیداً مجبور به ترک خانه‌های خود شدند.